# Ciechnowo
Ciechnowo (deutsch Technow) ist ein Dorf in der polnischen Woiwodschaft Westpommern und gehört zur Gemeinde Sławoborze (Stolzenberg) im Powiat Świdwiński (Schivelbein).

## Geographische Lage
Ciechnowo liegt zehn Kilometer nördlich der Kreisstadt Świdwin an der Wojewodschaftsstraße Nr. 162 von Kołobrzeg (Kolberg) nach Drawsko Pomorskie (Dramburg). Bis nach Sławoborze sind es vier Kilometer. Die östliche Ortsgrenze bildet der ellipsenförmige Bergkomplex mit dem 177 Meter hohen Kłorowka (Klorberg).

## Geschichte
Im Jahre 1375 belehnte Hans von Wedel seinen Vasallen Koppe von der Labenz mit vier Hufen in Technow. Das war der Anfang einer Reihe mehrfach wechselnder Besitzer, bis im Jahr 1884 für den Ort drei Lehnsschulzen, vier Bauern und drei Eigentümer genannt werden.
1925 zählte Technow, zu dem das Forsthaus Henriettenhof und auch Seehof (Ribitwy) und ab 1928 Falkenberg (Jastrzębniki)
gehörten, 535 Einwohner in 46 Häusern mit 101 Haushaltungen. Im Jahre 1939 leben nur noch 431 Einwohner in der 2.154 Hektar umfassenden Gemeinde mit 106 Haushaltungen. Der weitaus überwiegende Teil der Bevölkerung arbeitete in der Landwirtschaft und Viehzucht, von der die Herdbuchzucht und die Edelschweinezucht von besonderer Bedeutung waren. Als Handwerksbetrieb ist lediglich eine Schmiede zu nennen.
Bis 1932 lag Technow im Landkreis Schivelbein, bis dieser im Landkreis Belgard (Persante) aufging. Technow gehörte zum Amts- und Standesamtsbezirk Kreitzig (Krzecko) im Amtsgerichtsbezirk Schivelbein. Letzter Gemeindebürgermeister vor 1945 war Kurt Weilandt.
Am 3. März 1945 nahmen Truppen der Roten Armee Besitz von Technow und ließen Terror und Plünderungen folgen. Nach der Vertreibung der einheimischen Bevölkerung kam Technow unter dem Namen Ciechnowo in polnische Hand und gehört heute zur Landgemeinde Sławoborze wieder im – neugebildeten – Powiat Świdwiński.

## Kirche
Technow gehörte bis 1945 zum Kirchspiel Grössin, das von den Kirchengemeinden Grössin, Falkenberg (Jastrzębniki) und Pribslaff (Stary Przybysław) gebildet wurde. Es lag im Kirchenkreis Schivelbein der Kirchenprovinz Pommern in der evangelischen Kirche der Altpreußischen Union.
Heute gehört Ciechnowo zum Kirchspiel Koszalin (Köslin) in der Diözese Pommern-Großpolen der polnischen Evangelisch-Augsburgischen Kirche.